# كريس إينجل مايندفريك
كريس إينجل مايندفريك (بالإنجليزية: Criss Angel Mindfreak) أي كريس أنجل ماسخ العقل؛ هو برنامج تلفزيون واقع أمريكي يقدمه لاعب الخفة  كريس إينجل، وقد تم عرضه على قناة إيه اند أي في الفترة ما بين 2005 حتى 2010 .

## روابط خارجية
- كريس إينجل مايندفريك على موقع IMDb (الإنجليزية)
- كريس إينجل مايندفريك على موقع ميتاكريتيك (الإنجليزية)
- كريس إينجل مايندفريك على موقع كينوبويسك (الروسية)
- كريس إينجل مايندفريك على موقع قاعدة بيانات الفيلم (الإنجليزية)